# Trachyloma indicum
Trachyloma indicum là một loài Rêu trong họ Pterobryaceae. Loài này được Mitt. miêu tả khoa học đầu tiên năm 1859.